# К-2 (подводная лодка)
К-2 — советская крейсерская дизель-электрическая подводная лодка времён Великой Отечественной войны, второй корабль серии XIV типа «Крейсерская».

## История строительства
К-2 была заложена 27 декабря 1936 года на заводе № 194 «Им. А. Марти» в Ленинграде под заводским номером 452. Спуск на воду состоялся 29 апреля 1938 года, К-2 включили в состав 13-го дивизиона учебной бригады подводных лодок Балтийского флота. 16 декабря 1939 года лодка вошла в строй.

## История службы
26 мая 1940 года К-2 вошла в состав Краснознамённого Балтийского флота, летом того же года К-2 вместе с однотипной К-1, эсминцем «Стремительный» и несколькими прочими кораблями, проследовала через Беломоро-Балтийский канал. 6 августа вошла в состав Северного флота, зачислена в 1-й дивизион бригады подводных лодок Северного флота с базой в Полярном. Бессменным командиром лодки на всём протяжении её службы был капитан 3-го ранга Василий Прокопьевич Уткин.
Лодка совершила 7 боевых походов общей продолжительностью 115 суток, совершила четыре торпедные атаки, выпустила 9 торпед, и 2 минные постановки, в которых выставила 33 мины. На выставленных минах по проверенным послевоенным данным погиб транспорт «Akka» (2 646 брт).
Пропала без вести в сентябре 1942 года, предположительно подорвалась на минах.
Корпус подлодки был найден весной 2021 года в ходе проведения совместной экспедиции Северного флота и Русского географического общества «Помни войну».